# Eugerygone rubra
Il pigliamosche rosso della Nuova Guinea (Eugerygone rubra (Sharpe, 1879)), unica specie del genere Eugerygone Finsch, 1901, è un uccello della famiglia dei Petroicidi originario, come si intuisce dal nome comune, della Nuova Guinea.

## Distribuzione e habitat
Il pigliamosche rosso della Nuova Guinea vive nelle foreste pluviali tropicali delle montagne dell'isola.